# Tabanus servillei
Tabanus servillei är en tvåvingeart som beskrevs av Macquart 1838. Tabanus servillei ingår i släktet Tabanus och familjen bromsar. Inga underarter finns listade i Catalogue of Life.